# Ла-Рош-Море
Ла-Рош-Море́ (фр. La Roche-Morey) — коммуна во Франции, находится в регионе Франш-Конте. Департамент — Верхняя Сона. Входит в состав кантона Витре-сюр-Манс. Округ коммуны — Везуль.
Код INSEE коммуны — 70373.

## География

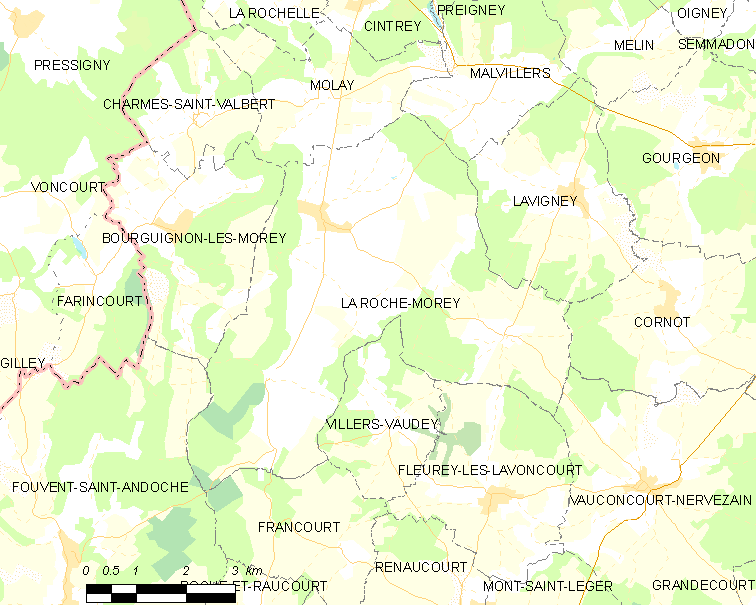
Карта коммуны

Коммуна расположена приблизительно в 290 км к юго-востоку от Парижа, в 60 км севернее Безансона, в 33 км к западу от Везуля.
По территории коммуны протекает река Бонд (фр. Bonde).

## Население
| Год  | Численность | Численность |
| ---- | ----------- | ----------- |
| 2013 | 265         |             |
| 2015 | 272         | [ 3 ]       |
| 2016 | 278         | [ 4 ]       |
| 2017 | 281         | [ 5 ]       |
| 2018 | 283         | [ 6 ]       |
| 2019 | 285         | [ 7 ]       |
| 2020 | 287         | [ 8 ]       |
| 2021 | 291         | [ 9 ]       |
| 2022 | 297         | [ 1 ]       |

## Экономика
В 2010 году среди 151 человека трудоспособного возраста (15—64 лет) 108 были экономически активными, 43 — неактивными (показатель активности — 71,5 %, в 1999 году было 60,0 %). Из 108 активных жителей работали 83 человека (49 мужчин и 34 женщины), безработными было 25 (14 мужчин и 11 женщин). Среди 43 неактивных 4 человека были учениками или студентами, 21 — пенсионерами, 18 были неактивными по другим причинам.

## Достопримечательности
- Бывший монастырь (XVII век). Исторический памятник с 1966 года[11]
- Дом XVI века. Исторический памятник с 2000 года[12]